# Jihen Aouichi
Jihen Aouichi est une avocate et femme politique tunisienne.

## Biographie

### Carrière professionnelle
Elle est avocate de profession.

### Carrière politique
Candidate lors des élections législatives de 2014 sous les couleurs de Nidaa Tounes, elle est élue députée à l'Assemblée des représentants du peuple dans la circonscription de Jendouba.
À l'assemblée, elle devient membre de la commission de législation générale.
En mars 2015, à la suite des inondations dans sa circonscription, elle demande des « solutions radicales » afin d'aider les habitants. Peu après, elle réclame, avec les autres députés de la circonscription, la démission du gouverneur Néjib Khabouchi,.
Membre du groupe parlementaire de Nidaa Tounes, elle rejoint les rangs de la Coalition nationale en novembre 2018.